# Унцельман, Карл Вильгельм
Карл Вильгельм Фердинанд Унцельман (нем. Karl Wilhelm Ferdinand Unzelmann; 1 июля 1753, Брауншвейг — 21 апреля 1832, Берлин) — немецкий актёр, театральный режиссёр, оперный певец (тенор), комик. Представитель «веймарской школы» драматического искусства.

## Биография
В четырнадцатилетнем возрасте присоединился к передвижной театральной труппе в Шверине.
Дебютировал как профессиональный актёр на сцене берлинского Национального театра (впоследствии — Берлинский придворный театр), возглавлявшемся актёром К. Т. Дёббелином в 1775 году. В Национальном театре имел наибольший успех с произведениями Вольфганга Амадея Моцарта. Выступал также в Гамбурге в труппе Ф. Л. Шрёдера, во Франкфурте — в труппе Г. Гросмана и в Веймарском театре, руководимом Гёте. С 1788 года — актёр Королевского национального театра в Берлине. Был успешен не только как актёр, но и как певец и танцор.
Наибольшее влияние на Унцельмана оказал А. Иффланд, под руководством которого он работал в 1796—1814 годах.
Начал свой творческий путь, играя роли любовников, затем исполнял трагедийные роли: Лаэрт («Гамлет»), Франц Моор («Разбойники»); маркиз Поза («Дон Карлос»). В операх, которые входили в репертуар театра, исполнял партии: Папагено («Волшебная флейта»), Фигаро («Свадьба Фигаро»), Лепорелло («Дон Жуан»).
Особым успехом пользовался в комедийных ролях, в фарсах, зингшпилях, мещанских комедиях. Игра Унцельмана в этих спектаклях отличалась иронически-насмешливой манерой, свободной, импровизационной остротой внешнего рисунка роли, иногда его образы достигали трагикомического звучания.
Среди лучших ролей Унцельмана — Бургомистр («Немецкое захолустье» Коцебу), Ларифари (венский фарс «Дева Дуная» Ф. Кауэра) и другие.
Между 1814 и 1823 годами работал в Берлине постановщиком пьес, в этот период также ставил комедии.